# Inteligencia policial
La inteligencia policial tiene como fin la obtención de información que ayude al Estado combatir al crimen. Esto puede representarse en distintas formas, ya sea como espionaje, intervención, seguimientos, etcétera.
La inteligencia policial es muy útil cuando se trata de combatir al crimen organizado. Estas organizaciones (tales como la mafia, los narcotraficantes, las maras, las bandas dedicadas a trata de personas, etc.) suelen ser organizaciones cerradas que cuentan con el apoyo de terceros, vía soborno o extorsión.
Esta inteligencia puede ser realizada bien por parte de los organismos policiales respectivos de cada país, bien por oficinas especializadas en temas específicos, como la DEA estadounidense, dedicada al combate de la droga.
La vigilancia policial orientada a problemas (POP) es una de las estrategias policiales más utilizadas para abordar el problema del crimen y los disturbios. Esta estrategia centra el trabajo policial en los “problemas”, en lugar de hacerlo en los incidentes delictivos, y requiere que la policía desarrolle de manera proactiva una respuesta a dichos incidentes basándose en un análisis cuidadoso de los factores que contribuyen a los mismos. Dado el enorme impacto que ha tenido este enfoque en la vigilancia policial estadounidense y de otros países, se ha planteado evaluar sus efectos sobre los crímenes y disturbios.
Una revisión sistemática de 10 estudios realizados en Estados Unidos y el Reino Unido, concluyó que la vigilancia policial orientada a los problemas tiene un impacto estadísticamente significativo en la reducción del crimen y los disturbios. Sin embargo, en los estudios incluidos el tamaño del efecto fue pequeño. Además, varios de los estudios presentaron deficiencias metodológicas, por lo que estas conclusiones deben interpretare con cautela. Por último, en los estudios centrados en ciertos delitos, tales como disturbios, hubo un efecto mayor si se le compara con el total de crímenes, por lo que es recomendable que futuras investigaciones adopten un enfoque más específico.